# NGC 857
NGC 857 este o galaxie lenticulară situată în constelația Cuptorul. A fost descoperită în 18 noiembrie 1835 de către John Herschel. Se află la o distanță de 47,23 de megaparseci de Pământ.